# Хуго (Хугелман) III фон Финстинген
Хуго (Хугелман) III фон Финстинген (на немски: Hugo (Hugelmann) III von Vinstingen; * пр. 1329; † сл. 11 ноември 1362) от фамилията на господарите на Малберг в Айфел, е господар на Финстинген (на френски: Fénétrange) и Шваненхалс в регион Лотарингия.

## Произход
Той е син на Хуго II фон Финстинген († 1329). Внук е на Хуго I фон Финстинген († сл. 1304) и Катарина фон Цвайбрюкен († сл. 1275), дъщеря на граф Хайнрих II фон Цвайбрюкен († 1282) и Агнес фон Еберщайн († 1284). Роднина е на Хайнрих II фон Финстинген († 1286), архиепископ на Трир (1260 – 1286).

## Фамилия
Хуго (Хугелман) III фон Финстинген се жени за Йохана фон Варсберг (* пр. 1337; † сл. 1387), дъщеря на Якоб III фон Варсберг-Тикурт († 1327/1337). Те имат трима сина:
- Якоб/Жак фон Финстинген-Шваненхалс (* пр. 1361; † сл. 1389), женен за Маргарета фон Финстинген-Бракенкопф († сл. 1389); има седем деца
- Хугелман IV фон Финстинген-Шваненхалс († сл. 1389), капитулар в Мец
- Фридрих фон Финстинген-Шваненхалс († сл. 1389)